# ОШ „Војвода Степа” Липолист
ОШ „Војвода Степа” једна је од основних школа у Шапцу. Налази се у улици Карађорђева 1, у Липолисту.

## Историјат
Школа је основана 1856. године. Прва школска зграда урађена је у периоду 1883—1885. на плацу који је поклонио Аврам (Драгића) Бељић, трговац из Липолиста. Школа је имала неколико назива, а данашњи носи од 1994. године. Добила га је по Степи Степановићу који је 1914, после Церске битке са штабом Друге Армије, чији је био командант, боравио два месеца у школи. У Липолисту је примио депешу о унапређењу из генерала у војводу због својих војних подвига. Свечани чин унапређења обавио је Александар Карађорђевић 3. септембра 1914. у Липолисту.
Настава се данас одвија у матичној школи и у издвојеним одељењима у Белој Реци, Дуваништу и Слепчевићу, где су четвороразредне школе. У матичној школи садрже дванаест класичних учионица, специјализовану учионицу за потребе вртића, један кабинет (физика–хемија), информатички кабинет, радионицу за техничко образовање, фискултурну салу, медијатеку и библиотеку, зборницу, кухињу са трпезаријом, четири канцеларије (директор, секретар, педагог, рачуновођа), две просторије за помоћно особље, просторију за дежурне ученике, просторију за архиву, магацин, оставу за школски дидактички материјал, главни хол и ходнике, санитарне чворове, котларницу ван објекта и радионицу за домара. Простор ван школе чини школско двориште са спортским теренима за фудбал, кошарку и одбојку и школски врт. Библиотека поседује око петнаест хиљада књига. Школа данас броји 51 запосленог и 291 ученика.